# Stonewall (Karolina Północna)
Stonewall – miasto w Stanach Zjednoczonych, w stanie Karolina Północna, w hrabstwie Pamlico.